# Prosopocera francoisiana
Prosopocera francoisiana là một loài bọ cánh cứng trong họ Cerambycidae.